# Visby södra landskommun
Visby södra landskommun var en tidigare kommun i Gotlands län. Den bildades 1863 i Gotlands södra härad och upphörde 1895 enligt kungligt beslut den 2 februari 1894, då området delades upp på de närliggande kommunerna.

## Administrativ historik
När 1862 års kommunalförordningar trädde i kraft bildades över hela landet cirka 2 400 landskommuner (indelningen baserades på socknarna) samt 89 städer och ett mindre antal köpingar.
Som ett undantag delades dock Visby socken på två kommuner, Visby södra landskommun och Visby norra landskommun. Visby södra landskommun hörde till Gotlands södra härad och Visby norra landskommun till Gotlands norra härad.
Enligt kungligt beslut den 2 februari 1894 beslutade man att dela upp Visby södra landskommun på de närliggande kommunerna, samt justera Visby norra landskommuns gränser. 
Påverkade delar i södra delen uppgick enligt:
- Slottsbetningen (Visby södra) uppgick i Visby stad;
- kungsladugården Visborg delades mellan Västerhejde landskommun och Visby stad.

Den kvarvarande delen av Visby norra landskommun behöll sitt namn fram till den 15 februari 1901, då enligt kungligt beslut Visby norra landskommuns namn ändrades till Visby landskommun, innan den 1 januari upphörde då den uppgick i Visby stad.

## Kommunvapen
Visby södra landskommun förde inte något vapen.